# Всесвітня виставка 1986
Експо-86 (англ. The 1986 World Exposition on Transportation and Communication або Expo'86) — всесвітня виставка категорія II, яка проводилася з 2 травня по 13 жовтня 1986 у Ванкувері, Британська Колумбія? на честь столітньої річниці міста. Тема виставки: «Транспорт і зв'язок: світ у русі — світ на зв'язку» (англ. Transportation and Communication: World in Motion - World in Touch).

## Архітектурні об'єкти
Важливі об'єкти інфраструктури, зведені у Ванкувері спеціально для Експо 86:
- Метрополітен Ванкувера (англ. SkyTrain) — перша фаза.
- «Експо Центр» нині «Всесвіт науки (Ванкувер)» (англ. "Expo Centre" або Science World (Vancouver))

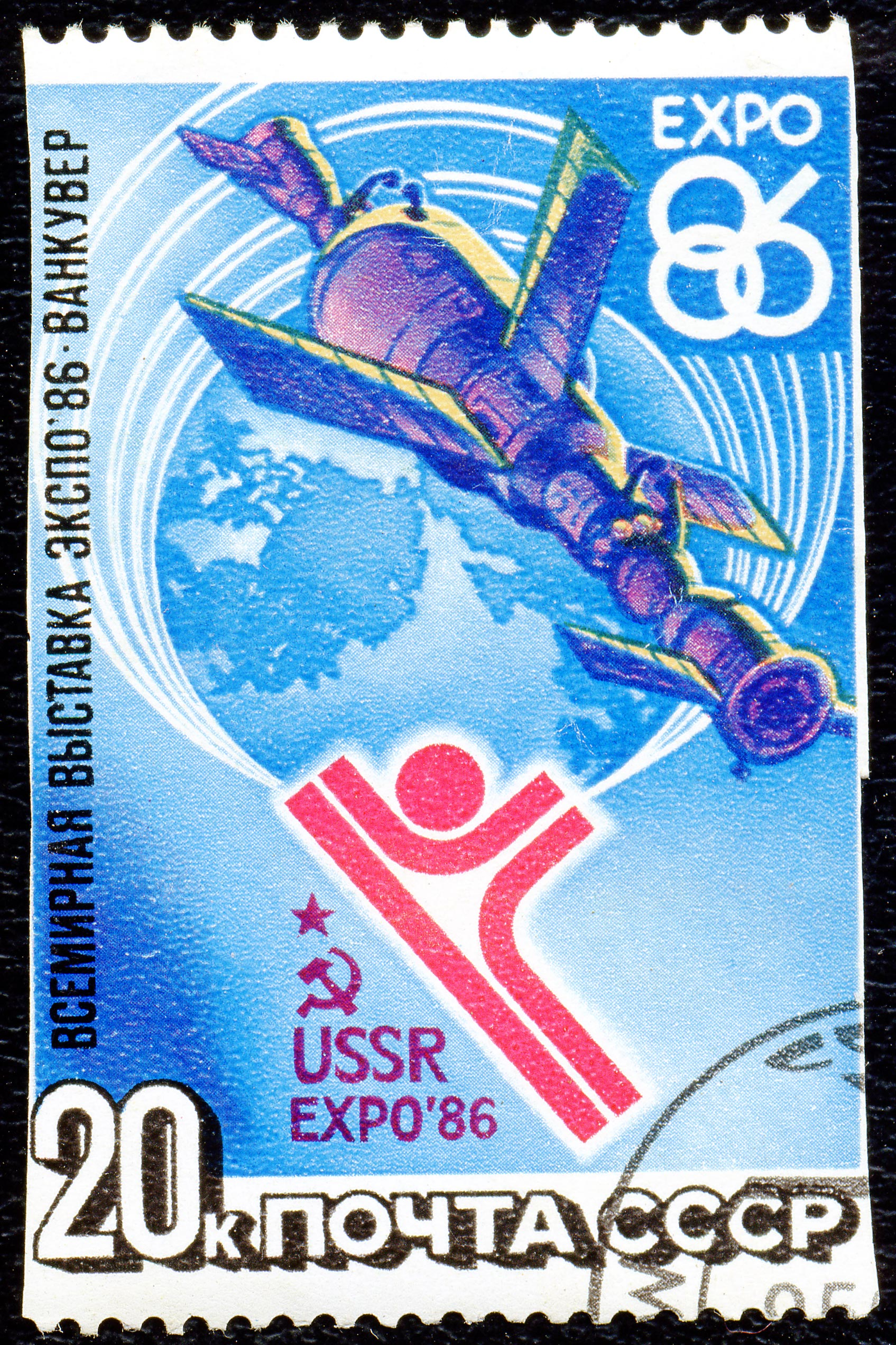
Марка СРСР, присвячена всесвітній виставці Експо 86

- «Бі-Сі Плейс» (англ. BC Place)
- «Канада-Плейс» (англ. Canada Place)
- «Плаза Націй» (англ. Plaza of Nations)

## Цікаві експозиції
- «Рамсес II, фараон стародавнього Єгипту» — експозиція рідкісних скарбів фараона
- «Славні Норвезькі дослідники»
- «Паровозне Депо, залізничний музей»
- «Експо Центр - Телос-Світ Науки»

## Країни-учасники
Африка: Берег Слонової Кістки, Кенія, Сенегал
Азія: Бруней, Китайська Народна Республіка, Фіджі, Гонконг колонія, Індонезія, Японія, Корея, Малайзія,
Науру, Пакистан, Папуа Нова Гвінея, Філіппіни, Об'єднана Арабська Республіка, Сингапур, Соломонові Острови, Шрі-Ланка, Таїланд, Тонга, Вануату, західна Самоа.
Австралія
Європа: Бельгія, Чехословацька Соціалістична Республіка, Франція, Федеративна Республіка Німеччина, Угорська Народна Республіка, Італія, Норвегія, Соціалістична Республіка Румунія, Ісландія, Швейцарія, Велика Британія, СРСР, Соціалістична Федеративна Республіка Югославія.
Латинська Америка: Антигуа і Барбуда, Барбадос, Острови Кука, Коста-Рика, Куба, Домініка, Гренада, Мексика, Монтсеррат, Перу, Сент-Кіттс і Невіс, Сент-Люсія, Сент-Вінсент і Гренадини.
Північна Америка: Канада, Мексика, США.